# نيك سويني
نيك سويني (بالإنجليزية: Nick Sweeney)‏ هو منافس ألعاب قوى أيرلندي، ولد في 26 مارس 1968 في دبلن في جمهورية أيرلندا.

## وصلات خارجية
- نيك سويني على موقع الاتحاد الدولي لألعاب القوى (الإنجليزية)
- نيك سويني على موقع أوليمبيديا (الإنجليزية)